# Sexuality
Sexuality è il terzo album in studio del cantante francese Sébastien Tellier, pubblicato nel 2008.

## Tracce
1. Roche
2. Kilometer
3. Look
4. Divine
5. Pomme
6. Une heure
7. Sexual Sportswear
8. Elle
9. Fingers of Steel
10. Manty
11. L'amour et la violence